# Аббилейкс

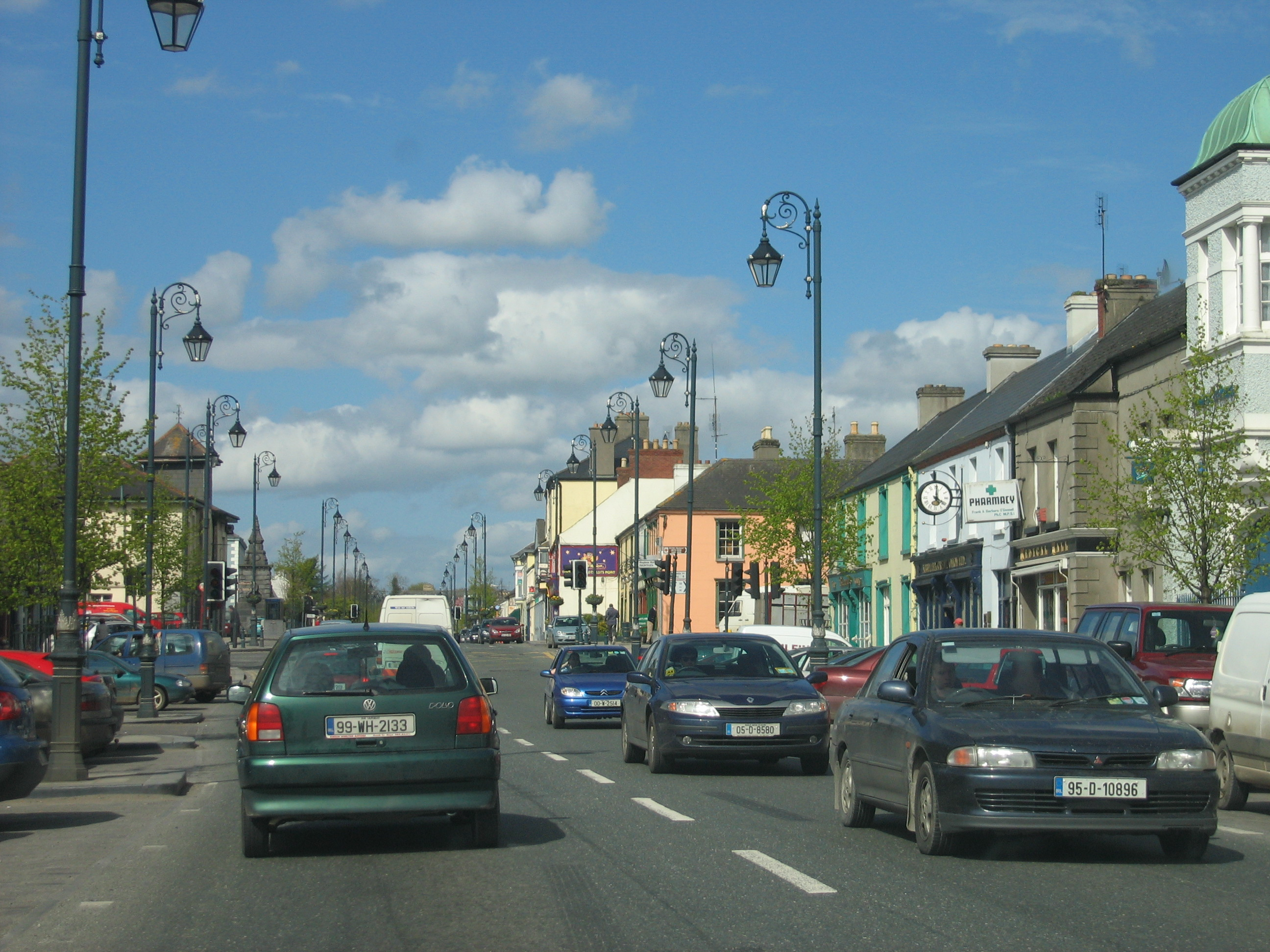
Главная улица

Аббилейкс (Аббиликс; англ. Abbeyleix или ирл. Abbeylaois; ирл. Mainistir Laoise) — (переписной) посёлок в Ирландии, находится в графстве Лиишь (провинция Ленстер).
Местная железнодорожная станция была открыта 1 марта 1865 года и закрыта 1 января 1963 года.

## Демография
Население — 1568 человек (по переписи 2006 года). В 2002 году население составляло 1383.
Данные переписи 2006 года:
| Общие демографические показатели |               |                               |                               |      |      |
| Всё население                    | Всё население | Изменения населения 2002—2006 | Изменения населения 2002—2006 | 2006 | 2006 |
| 2002                             | 2006          | чел.                          | %                             | муж. | жен. |
| 1383                             | 1568          | 185                           | 13,4                          | 782  | 786  |

В нижеприводимых таблицах сумма всех ответов (столбец «сумма»), как правило, меньше общего населения населённого пункта (столбец «2006»).
| Религия (Тема 2 — 5 : Число людей по религиям, 2006) |             |                |             |            |       |      |
| Католики, чел.                                       | Католики, % | Другая религия | Без религии | не указано | сумма | 2006 |
| 1421                                                 | 90,6        | 97             | 38          | 12         | 1568  | 1568 |

| Этно-расовый состав (Этничность. Тема 2 — 3 : Постоянное население по этническому или культурному происхождению, 2006) |            |              |       |        |        |            |       |       |
| Белые ирландцы | Лухт-шулта | Другие белые | Негры | Азиаты | Другие | Не указано | сумма | 2006  |
| 1391 | 0          | 111          | 8     | 5      | 14     | 15         | 1544  | 1568  |
| Доля от всех отвечавших на вопрос, %                                                                                   |            |              |       |        |        |            |       |       |
| 90,1 | 0,0        | 7,2          | 0,5   | 0,3    | 0,9    | 1,0        | 100   | 98,51 |

1 — доля отвечавших на вопрос о языке от всего населения.
| Владение ирландским языком (Тема 3 — 1 : Число людей от 3 лет и старше по способности говорить по-ирландски, 2006) |      |            |       |       |
| Владеете ли Вы ирландским языком?                                                                                  |      |            |       |       |
| Да | Нет  | Не указано | сумма | 2006  |
| 609 | 859  | 39         | 1507  | 1568  |
| Доля от всех отвечавших на вопрос о языке, %                                                                       |      |            |       |       |
| 40,4 | 57,0 | 2,6        | 100   | 96,11 |

1 — доля отвечавших на вопрос о языке от всего населения.
| Использование ирландского языка (Тема 3 — 2 : Говорящие по-ирландски от 3 лет и старше по частоте использования ирландского языка, 2006) |                                                            |                                               |                                               |                                               |                                               |                                               |       |                                     |      |
| Как часто и где Вы говорите по-ирландски?                                                                                                |                                                            |                                               |                                               |                                               |                                               |                                               |       |                                     |      |
| ежедневно, только в образовательных учреждениях                                                                                          | ежедневно, как в образовательных учреждениях, так и вне их | в других местах (вне образовательной системы) | в других местах (вне образовательной системы) | в других местах (вне образовательной системы) | в других местах (вне образовательной системы) | в других местах (вне образовательной системы) | сумма | всего, отвечавших на вопрос о языке | 2006 |
| ежедневно, только в образовательных учреждениях                                                                                          | ежедневно, как в образовательных учреждениях, так и вне их | ежедневно                                     | каждую неделю                                 | реже                                          | никогда                                       | не указано                                    | сумма | всего, отвечавших на вопрос о языке | 2006 |
| 164 | 13                                                         | 9                                             | 20                                            | 216                                           | 178                                           | 9                                             | 609   | 1507                                | 1568 |
| Доля от всех отвечавших на вопрос о языке, %                                                                                             |                                                            |                                               |                                               |                                               |                                               |                                               |       |                                     |      |
| 10,9 | 0,9                                                        | 0,6                                           | 1,3                                           | 14,3                                          | 11,8                                          | 0,6                                           | 40,4  | 100                                 |      |

| Типы частных жилищ (Тема 6 — 1(a) : Число частных домовладений по типу размещения, 2006) |          |         |                 |            |       |      |
| Отдельный дом                                                                            | Квартира | Комната | Переносные дома | не указано | сумма | 2006 |
| 539                                                                                      | 19       | 1       | 1               | 12         | 572   | 1568 |